# Robert Cannon
Pour les articles homonymes, voir Cannon.
Robert Cannon est un animateur et réalisateur américain né le 16 juillet 1909 dans l'Ohio (États-Unis) et mort le 9 juin 1964 à Los Angeles.

## Filmographie partielle

### Comme animateur
- 1938 : Porky à Zinzinville (Porky in Wackyland) de Bob Clampett
- 1948 : Mélodie Cocktail (Melody Time) de Clyde Geronimi, Wilfred Jackson, Jack Kinney et Hamilton Luske

### Comme réalisateur
- 1950 : Gerald McBoing-Boing